# Пелагия Костова
Пелагия Костова е българска певица от Македонската фолклорна област.

## Биография
Родена е на 29 септември 1940 година в Добърско, Разложко. Тя е сред първите изпълнители на Държавния ансамбъл за народни песни и танци „Пирин“, където пее в продължение на четири десетилетия, първо като хористка, а след това и като солистка. Известни са също дуетите ѝ с Надка Вълчанова, както и участието ѝ в Трио „Македонка“. Издава и един солов миниалбум с четири народни песни в обработка на Пенчо Стоянов.
Пелагия Костова умира от рак на 28 юни 2024 година.